# Éditions Moulinsart
Pour les articles homonymes, voir Château de Moulinsart et Moulinsart S.A.
Les Éditions Moulinsart sont une maison d'édition belge entièrement consacrée au monde d'Hergé, et donc à Tintin : elles dépendent directement de la société Tintinimaginatio, qui détient les droits commerciaux de l'œuvre d'Hergé.

## Historique
En 1999, Nick Rodwell, le second mari de Fanny Wlamynck, la seconde épouse d'Hergé, et Didier Platteau, un ancien des éditions Casterman, créent Les Éditions Moulinsart.

## Publications
La maison d'édition édite des livres entièrement consacrés à l'œuvre d'Hergé, et donc à Tintin. Cinq personnes y travaillent en permanence. Elle écoule plus de 300 000 ouvrages par an. Parmi les meilleures ventes de l'éditeur figure la collection « Chronologie », une œuvre en sept volumes, imprimée à Trieste, qui retrace l'œuvre monumentale d'Hergé. Mais les Tintinophiles peuvent également y trouver quantité d'autres références : des biographies de Tchang et de La Castafiore, un recueil d'insultes du Capitaine Haddock, ou un essai sur le rire dans les albums de Tintin. Il est presque impossible de publier un essai sur Tintin sans l'accord des Éditions Moulinsart. Toute la glose autour de l'œuvre d'Hergé doit passer, selon Nick Rodwell, au filtre des Éditions Moulinsart.
Les Éditions Moulinsart prennent également en charge la partie papeterie ainsi que l'édition des livres d'enfants, un secteur en pleine croissance.